# Gemello (nome)
Gemello  è un nome proprio di persona italiano maschile.

## Varianti
- Maschili: Gemino[1][2][3], Geminio[2], Gemisio[2]
- Femminili: Gemella[2][3], Gemina[2][3], Geminia[2], Gemisia[2]

### Varianti in altre lingue
- Catalano: Gemell[4], Gemino[4]
- Latino: Gemellus[1][4], Geminus[1]
- Spagnolo: Gemelo[4], Gemino[4]

## Origine e diffusione
Deriva dal cognomen romano Geminus, basato sul termine latino geminus o sul suo diminutivo gemellus, aventi il significato di "gemello" (lo stesso di Didimo e Tommaso); nato probabilmente come soprannome attribuito a nati da parti gemellari, si è successivamente esteso all'uso comune, anche se viene tuttora occasionalmente usato in tal senso.
Da questo nome ha origine, come patronimico, il nome Geminiano.

## Onomastico
L'onomastico si può festeggiare in memoria di più santi, alle date seguenti:
- 4 gennaio, san Gemino (o Germano), martire sotto Unerico[4][5]
- 4 febbraio, san Gemino, martire a Fossombrone nel III secolo[5]
- 9 ottobre, san Gemino, monaco e anacoreta presso Fano e poi presso San Gemini, a cui dà il nome[5][6]
- 10 dicembre, san Gemello, martire ad Ancira[4][7][8]

## Persone

### Variante Gemino
- Gemino, astronomo, geografo, matematico e filosofo greco antico
- Gaio Fufio Gemino, politico romano
- Gaio Servilio Gemino, politico romano
- Gaio Veturio Gemino Cicurino, politico romano
- Gneo Servilio Gemino, console romano
- Publio Servilio Gemino, politico romano
- Tito Veturio Gemino Cicurino, politico e generale romano

### Variante Geminio
- Geminio Cresto, generale romano
- Geminio Ognio, pallanuotista e nuotatore italiano